# Hybochilus
Hybochilus é um género botânico pertencente à família das orquídeas (Orchidaceae).